# Coppa dei Campioni 1985-1986 (hockey su pista)
La Coppa dei Campioni 1985-1986 è stata la 21ª edizione della massima competizione europea di hockey su pista riservata alle squadre di club. Il torneo ha avuto inizio il 12 aprile e si è concluso il 28 giugno 1986.
Il titolo è stato conquistato dal Porto per la prima volta nella sua storia.

## Squadre partecipanti
| Nazione        | Club            | Città      | Qualificazione                                                                      |
| -------------- | --------------- | ---------- | ----------------------------------------------------------------------------------- |
| Francia        | Coutras         | Coutras    | 1º in 1ere Division 1985, campione di Francia                                       |
| Germania Ovest | Walsum          | Duisburg   | 1º in 1 Bundesliga 1985, campione di Germania Ovest                                 |
| Inghilterra    | Southsea        | Portsmouth | 1º in Roller Hockey Premier League 1985, campione d'Inghilterra                     |
| Italia         | Novara          | Novara     | 1º in Serie A1 1984-1985, vince i play-off, campione d'Italia                       |
| Paesi Bassi    | Residentie      | L'Aia      | 1º in 1ª Klasse 1985, campione dei Paesi Bassi                                      |
| Portogallo     | Porto           | Porto      | 1º in 1ª Divisão 1984-1985, campione del Portogallo                                 |
| Spagna         | Barcellona      | Barcellona | Campione d'Europa in carica e 1º in División de Honor 1984-1985, campione di Spagna |
| Spagna         | Liceo La Coruña | La Coruña  | 2º in División de Honor 1984-1985                                                   |
| Svizzera       | Basilea         | Basilea    | 1º in Lega Nazionale A 1985, campione di Svizzera                                   |

## Risultati

### Primo turno
| Squadra 1 | Totale  | Squadra 2  | Andata | Ritorno |
| --------- | ------- | ---------- | ------ | ------- |
| Walsum    | 10 - 12 | Residentie | 4 - 6  | 6 - 6   |

### Quarti di finale
| Squadra 1       | Totale  | Squadra 2  | Andata | Ritorno |
| --------------- | ------- | ---------- | ------ | ------- |
| Basilea         | 4 - 14  | Barcellona | 1 - 2  | 3 - 12  |
| Coutras         | 8 - 5   | Southsea   | 5 - 3  | 3 - 2   |
| Liceo La Coruña | 7 - 12  | Novara     | 6 - 7  | 1 - 5   |
| Residentie      | 11 - 14 | Porto      | 6 - 10 | 5 - 4   |

### Semifinali
| Squadra 1  | Totale | Squadra 2 | Andata | Ritorno |
| ---------- | ------ | --------- | ------ | ------- |
| Barcellona | 8 - 11 | Porto     | 5 - 5  | 3 - 6   |
| Coutras    | 2 - 19 | Novara    | 1 - 6  | 1 - 13  |

### Finale
| Squadra 1 | Totale | Squadra 2 | Andata | Ritorno |
| --------- | ------ | --------- | ------ | ------- |
| Porto     | 12 - 8 | Novara    | 5 - 3  | 7 - 5   |

#### Andata
| Porto 21 giugno 1986 | Porto | 5 – 3 | Novara | Pavilhão Rosa Mota |

#### Ritorno
| Novara 28 giugno 1986 | Novara | 5 – 7 | Porto | Palazzo dello sport |